# Robert Berger (Fußballspieler)
Robert Berger (* 7. November 1996 in Bad Muskau) ist ein kasachisch-deutscher Fußballspieler. Er spielt für den Halleschen FC.

## Karriere

### Verein
Bergers Eltern zogen aus Kasachstan nach Deutschland. Er spielte bis 2010 für den KSV Weißwasser und ab 2010 für Energie Cottbus. Bereits in der Saison 2012/13 trainierte er gemeinsam mit der Profimannschaft. Zum ersten Mal im Kader der Profis stand er im Dezember 2012. Jedoch gab er erst im Mai 2014 am letzten Spieltag der Saison 2013/14 sein Profidebüt. Zu diesem Zeitpunkt stand der Abstieg der Cottbuser aus der zweiten Liga bereits fest. Auch in der Saison 2014/15 war Berger für die Cottbuser aktiv, wo er in 19 Spielen ein Tor erzielte. Im Januar 2016 wechselte er zum FSV Zwickau, mit dem er am Saisonende Meister der Regionalliga Nordost wurde und in die 3. Liga aufstieg. 
Mit Beginn der Saison 2017/18 wechselte Berger zum Regionalligisten 1. FC Lokomotive Leipzig. Zur Saison 2022/23 wechselte er zum Ligakonkurrenten Chemnitzer FC. Im Sommer 2024 schloss er sich Drittligaabsteiger Hallescher FC an.

### Nationalmannschaft
Berger bestritt elf Spiele für die U-17-Nationalmannschaft des DFB. Ab März 2015 war er im Kader der kasachischen U-21-Nationalmannschaft und bestritt ein Spiel für diese.

## Erfolge
- Aufstieg in die 3. Liga 2016 mit dem FSV Zwickau